# Gergei
Gergei ist eine italienische Gemeinde (comune) mit 1101 Einwohnern (Stand 31. Dezember 2023) in der Metropolitanstadt Cagliari auf Sardinien. Die Gemeinde liegt etwa 53,5 Kilometer von Cagliari.
Oberhalb von Gergei liegt das Brunnenheiligtum (italienisch Pozzo sacro) von Santa Vittoria bei Serri.